# Varšavská smlouva mezi Polskou lidovou republikou a Spolkovou republikou Německo
Varšavská smlouva mezi Polskou lidovou republikou a Spolkovou republikou Německo (někdy ve zkratce nazývaná Varšavská smlouva 1970, plným názvem Smlouva mezi Spolkovou republikou Německo a Polskou lidovou republikou o normalizaci vzájemných vztahů) je mezistátní dokument, kterým představitelé Polska a Německa urovnali své vztahy a stabilizovali státní hranici mezi oběma zeměmi na linii řek Odra a Nisa.

## Obsah dokumentu
Smlouva obsahuje preambuli a pět článků. V prvním z nich obě strany potvrzují, že respektují podobu státní hranice mezi oběma ratifikujícími zeměmi v podobě stanovené dohodami z Postupimské konference, jež se konala roku 1945. Současně potvrdily, že mezi sebou nemají žádné nedořešené územní nároky. V článku dvě se smluvní strany zavázaly, že své případné spory nebudou řešit ozbrojeným konfliktem, naopak se budou snažit o mírové řešení. Třetí článek deklaruje snahu i nadále normalizovat vztahy mezi oběma zeměmi a hledat možnosti vzájemné hospodářské, vědecké či kulturní spolupráce. Ve čtvrtém článku smluvní strany uvádějí, že podepsáním dokumentu se nijak nedotýká již dříve podepsaných smluv ať už přímo mezi Polskem a Německem, tak rovněž mezi některým z nich a dalšími státy. V pátém článku je zmíněna nutnost ratifikace smlouvy a její vstup v platnost, jenž se uskuteční výměnou ratifikačních dokumentů, k němuž dojde v Bonnu.

## Podpis smlouvy
K podpisu smlouvy došlo během polské návštěvy západoněmeckého kancléře Willyho Brandta a ministra zahraničí jeho vlády Waltera Scheela, a to přesně v pravé poledne dne 7. prosince 1970. Za polskou stranu dokument podepsali předseda vlády Józef Cyrankiewicz a ministr zahraničních věcí Stefan Jędrychowski, za německou stranu smlouvu podepsali Brandt se Scheelem. Podpis se za mediální pozornosti uskutečnil ve sloupové síni tehdejšího objektu předsednictva polské vlády na předměstí Varšavy. Ve stejných prostorách byla roku 1955 podepsána Varšavská smlouva.  Během návštěvy Polska zavítal Brandt také k pomníku hrdinů ghetta a po položení věnce před pomníkem poklekl a mlčky vkleče rozjímal. Akt vzbudil celosvětový ohlas.

## Ratifikace
Spolkový sněm ratifikoval dohodu mezi PLR a SRN 248 hlasy, 238 poslanců se zdrželo hlasování a 10 bylo proti, a dohodu mezi SSSR a SRN dne 17. května 1972, dne 23. května podepsal ratifikační listinu prezident Spolkové republiky Německo Gustav Heinemann, dne 26. května dohodu ratifikovala Státní rada Polské lidové republiky a 3. června 1972 se v Bonnu uskutečnila výměna ratifikačních listin. 